# Кромвель, Томас (1540—1611)
Томас Кромвель (англ. Thomas Cromwell; ок. 1540 — ок. 1611) — член Палаты общин Англии во время правления королевы Елизаветы I. Его дневники заседаний Палаты общин являются важным источником для историков парламентской истории того периода, когда он был её членом, и сэр Джон Нил активно использовал их в своем новаторском двухтомном исследовании Елизаветы I и её парламентов (1953—1957).

## Семья
Томас Кромвель был третьим сыном Грегори Кромвеля, 1-го барона Кромвеля (ок. 1520—1551), и Елизаветы Сеймур (ок. 1518—1568), сестры Джейн Сеймур, третьей жены короля Генриха VIII Тюдора. Внук известного государственного деятеля Томаса Кромвеля, 1-го графа Эссекса, главного министра Генриха VIII. Родившись примерно в 1540 году, он получил образование в Колледже Святого Иоанна в Кембридже, куда поступил в 1553 году.

## Карьера
Томас Кромвель был членом пяти последовательных парламентов в 1571—1589 годах во время правления королевы Елизаветы I Тюдор. Его избирательные округа включали Фои (1571), Бодмин (1572—1581) и Грэмпаунд (1586—1587 и 1588). Грегори Кромвель был другом сэра Уильяма Сесила, которого он описал в своем завещании как моего особенного и единственного доброго господина, и, возможно, именно Сесил содействовал избранию Томаса Кромвеля в Палау общин от «Фои, Бодмина и Грэмпаунда». Его возвращение в Престон в 1584 году можно объяснить покровительством сэра Ральфа Сэдлера, канцлер герцогства Ланкастер, который воспитывался в доме деда Кромвеля. Он работал в многочисленных парламентских комитетах и к концу своей карьеры, по-видимому, был одним из самых уважаемых независимых членов и признанным авторитетом в области парламентской процедуры. Его симпатии были на стороне пуританской партии в Палате представителей, но он считался умеренным. Английский историк Джон Нил описал его так: образцовый тип парламентария, глубоко разбирающийся в истории и процедуре учреждения, хотя и лишенный исторической перспективы; в высшей степени ответственный, но бесстрашный в защите свободы. Он был пуританином, но его рвение не затуманивало его суждений, которые, с его знанием процедуры, сделали его одним из самых опытных членов Комитета своего времени.

## Брак и дети
Томас Кромвель женился 18 августа 1580 года на Кэтрин (умершей до 1 августа 1616 года), дочери Томаса Гарднера из Коксфорда. У супругов было пять сыновей и четыре дочери:
- Генри Кромвель (ок. 14 марта 1583 — до 9 декабря 1629)
- Хамфри Кромвель (ок. 23 июня 1586 — ?)
- Энн Кромвель (ок. 22 августа 1587 — ?)
- Сьюзен Кромвель (ок. 17 мая 1590 — ?)
- Лайонелл Кромвель (ок. 8 янв. 1591 — ?)
- Томас Кромвель
- Грегори Кромвель
- Кэтрин Кромвель
- Мэри Кромвель

## Смерть
После ухода из парламента Томас Кромвель поселился в Кингс-Линне, графство Норфолк, и 17 февраля 1610 года составил завещание. Кромвель потребовал, чтобы на его похоронах не было «помпезности и пышности», так как не желал, «чтобы после моей смерти продолжалось тщеславие, которому я был слишком подвержен при жизни» Он умер между февралем 1610 и апрелем 1611 года, оставив деньги и имущество своей жене, «которая всегда была самой любящей женой .. и кроме того, она перенесла много горестей и печалей ради меня», для его детей, при условии их хорошего поведения и денег для бедных Грейт-Рисборо, Норфолк, и для бедных прихода, где он умер.